# Sinosquilla
Sinosquilla is een geslacht van kreeftachtigen uit de klasse van de Malacostraca (hogere kreeftachtigen).

## Soorten
- Sinosquilla hispida Liu & Wang, 1978
- Sinosquilla sinica Liu & Wang, 1978